# Romela Begaj
Romela Aleksandër Begaj (ur. 2 listopada 1986 w Tiranie) – albańska sztangistka, pięciokrotna medalistka mistrzostw Europy.

## Życiorys
Podnoszenie ciężarów uprawiała od 2044 w klubie KS Tirana. Po zwycięstwach w kraju pierwsze sukcesy na arenie międzynarodowej zaczęła odnosić w 2006, startując jeszcze w zawodach juniorskich, a następnie w 2007, kiedy zajęła 5. miejsce w mistrzostwach Europy seniorów w Strasburgu.
W Albanii uznana za jeden z największych talentów sportowych ostatnich lat po zdobyciu srebrnego medalu w kategorii do 58 kg na mistrzostwach Europy we włoskim Lignano Sabbiadoro, 16 kwietnia 2008. Romela Begaj podniosła 212 kg w dwuboju i przegrała złoty medal z Aleksandrą Klejnowską wyższą o 290 gramów wagą ciała. Na tych samych zawodach zwyciężyła we rwaniu wynikiem 101 kg. Rok później w tej samej kategorii zdobyła brązowy medal mistrzostw Europy w Bukareszcie, podnosząc w dwuboju 207 kg (1. miejsce w rwaniu i 4 w podrzucie). W kwietniu 2010, w Mińsku, zdobyła trzeci medal mistrzostw Europy w karierze - srebrny w kat. do 58 kg (207 w dwuboju - 96 kg w rwaniu i 111 w podrzucie).
Na Igrzyskach Olimpijskich w Pekinie 2008 zajęła 6. miejsce (najwyższe wśród sportowców albańskich). W wadze do 58 kg zajęła 4. miejsce w rwaniu (98 kg) i 7. miejsce w podrzucie (118 kg). Na kolejnych Igrzyskach w Londynie zajęła 11. miejsce z wynikiem 216 kg w dwuboju (rwanie 101 kg, podrzut 115 kg).
Na XVI Igrzyskach Śródziemnomorskich w 2009 w Pescarze zdobyła złoty medal w swojej kategorii wagowej.
Na igrzyskach w Londynie (2012) była chorążym olimpijskiej reprezentacji Albanii. W 2014 zdobyła tytuł mistrzyni świata na zawodach odbywających się w Kazachstanie, ale z uwagi na ujawnienie w jej organizmie stanozololu w trakcie testów antydopingowych pozbawiono ją tytułu.
W 2017 zdobyła srebrny medal w mistrzostwach świata w Anaheim wynikiem 235 kg w dwuboju (107 + 128 kg), który jej odebrano w związku z dyskwalifikacją.
Ma 163 cm wzrostu. Jej trenerem i mężem jest były bokser Gazmend Hackaj. Trenuje w klubie Partizani Tirana.